# The John Butler Trio
The John Butler Trio è una rock band australiana composta intorno al frontman John Butler, nato il 1º aprile 1975 a Torrance (California) e trasferitosi in Australia nel 1986 con il padre australiano e la madre americana.
Nata nel 1998, la band ha dato alla luce il primo EP nell'aprile del 2000.
Due dei cinque album in studio del gruppo, Three e Living 2001-2002, sono stati disco di platino in Australia ed hanno raggiunto in quegli anni la top ten delle classifiche discografiche australiane.

## Componenti del gruppo

### Attuali
- John Butler
- Byron Luiters
- Grant Gerathy

### Passati
- Jason McGann
- Gavin Shoesmith
- Rory Quirk
- Andrew Fry
- Nicky Bomba
- Shannon Birchall
- Michael Barker

## Discografia
Album in studio
- 2001 - Three
- 2004 - Sunrise Over Sea
- 2007 - Grand National
- 2010 - April Uprising
- 2014 - Flesh & Blood
- 2018 - Home

EP
- 1996 - Searching for Heritage
- 2000 - JBT EP

Live
- 2003 - Living 2001-2002
- 2005 - Live At St. Gallen
- 2012 - Thin Shed Tales

Singoli
- 2003 - Zebra
- 2004 - What You Want
- 2004 - Somethings Gotta Give
- 2006 - Funky Tonight
- 2007 - Good Excuse
- 2007 - Better Than
- 2013 - Only One

DVD
- 2005 - Live at St.Gallen
- 2007 - Live at Federation Square